# Tretinoin
Tretinoin, còn được gọi là axit retinoic toàn liên kết-trans (ATRA), là một loại thuốc được sử dụng để điều trị mụn trứng cá và ung thư bạch cầu cấp tính tăng sinh. Nếu sử dụng để trị mụn trứng cá, chúng thường được bôi lên da dưới dạng như một loại kem hoặc thuốc mỡ. Nếu sử dụng để trị bệnh bạch cầu, thuốc sẽ được dùng bằng đường uống cho đến ba tháng.
Tác dụng phụ thường gặp khi sử dụng ở dạng uống bao gồm khó thở, nhức đầu, tê, trầm cảm, khô da, ngứa, rụng tóc, nôn, đau cơ và thay đổi thị lực. Các tác dụng phụ nghiêm trọng hơn có thể có như tăng số lượng bạch cầu và cục máu đông. Khi được sử dụng ở dạng bôi, tác dụng phụ có thể gặp bao gồm đỏ da, bong tróc và nhạy cảm với ánh nắng mặt trời. Sử dụng trong khi mang thai được biết là sẽ gây hại cho em bé. Đây là một thuốc thuộc họ retinoid.
Tretinoin được cấp bằng sáng chế vào năm 1957 và được chấp thuận cho sử dụng y tế vào năm 1962. Nó nằm trong danh sách các thuốc thiết yếu của Tổ chức Y tế Thế giới, tức là nhóm các loại thuốc hiệu quả và an toàn nhất cần thiết trong một hệ thống y tế. Tretinoin có sẵn dưới dạng thuốc gốc. Tại Vương quốc Anh, dạng bôi cùng với erythromycin được bán bởi NHS với chi phí khoảng £ 7,05 cho mỗi 25 ml, còn dạng viên có giá là £ 1,61 cho mỗi 10 mg.